# 닉토사우루스
닉토사우루스(Nyctosaurus)는 중생대 백악기 지금의 미국 캔자스 주에서 살았던 익룡이다. 당시 나이오브라라 층의 환경이 바다였음을 고려했을 때 닉토사우루스는 대부분의 시간을 하늘과 바다 표면 위에서 보내면서 끝이 뾰족한 주둥이를 이용해 물고기나 두족류를 잡아먹으며 살았을 것으로 추측된다.